# Бєлінський Яків Львович
Яків Львович Бєлінський (1 травня 1909 Кролевець, Сумська область — 1988) — російськомовний поет комуністичного штибу.
Народився в Україні, виріс у Володимирі, жив у Москві. Закінчив будівельний технікум і Московський архітектурний інститут. Публікував вірші з 1932 р. Пройшов німецько-радянську війну фронтовим кореспондентом. У 1947 р. вийшла перша збірка віршів Я. Белінського «Взятые города», після неї — ще 10 книг, а також двотомник вибраних творів 1981 року. Якову Белінському належать слова декількох популярних радянських пісень, з яких найвідоміша «Не стареют душой ветераны» (1965, музика Серафіма Тулікова). Перекладав російською мовою поезію соціалістичних країн.
Нагороджений орденом Вітчизняної війни 2-го ступ., орденом Червоної Зірки, орденом Знак Пошани, медалями. Член Спілки письменників СРСР (1948).

## Поезія
- Взятые города: Стихи. М., 1947
- Бой и любовь: Стихи. М., 1957
- Звездный час: Книга новых стихов. М., 1961
- Шаги: Книга новых стихов. М., 1964
- Потому что люблю. М., 1968
- Талант любить: Книга стихов. М., 1969
- Двое, идущие рядом. М., 1972 (Книга стихов)
- Лирика. М., 1973
- Ярмарка чудес. М., 1975 (Книга стихов)
- День, равный жизни. М., 1979 (Книга стихов)
- Избранные произведения: В 2 т. М., 1981

## Джерело
- Бєлінський (рос.) [Архівовано 11 травня 2013 у Wayback Machine.]